# Typosyllis guildertonensis
Typosyllis guildertonensis är en ringmaskart som beskrevs av Hartmann-Schröder 1982. Typosyllis guildertonensis ingår i släktet Typosyllis och familjen Syllidae. Inga underarter finns listade i Catalogue of Life.